# Nikolaj Plotnikov
Nikolaj Plotnikov (Vjaz'ma, 5 novembre 1897 – Mosca, 2 febbraio 1979) è stato un attore sovietico.

## Filmografia parziale

### Attore
- Zori Pariža, regia di Grigorij L'vovič Rošal' (1936)
- Beleet parus odinokij, regia di Vladimir Grigor'evič Legošin (1937)
- La famiglia Oppenheim, regia di Grigorij L'vovič Rošal' (1938)

## Premi
- Artista onorato della RSFSR
- Artista popolare della RSFSR
- Artista del popolo dell'Unione Sovietica
- Premio Stalin
- Ordine di Lenin
- Ordine della Bandiera rossa del lavoro